# Plectromerus morrisi
Plectromerus morrisi là một loài bọ cánh cứng trong họ Cerambycidae.